# باتريك باتلر
باتريك باتلر (بالإنجليزية: Patrick Butler) هو لاعب اتحاد الرغبي أيرلندي، ولد في 1 ديسمبر 1990 في Cashel, County Tipperary ‏ في جمهورية أيرلندا.